# Litoria platycephala
Litoria platycephala är en groddjursart som först beskrevs av Günther 1873.  Litoria platycephala ingår i släktet Litoria och familjen lövgrodor. IUCN kategoriserar arten globalt som livskraftig. Inga underarter finns listade i Catalogue of Life.